# Сергачское викариатство
Серга́чское викариа́тство — викариатство Нижегородской (затем Горьковской) епархии Русской Православной Церкви.
Викариатство было основано в марте 1922 года, когда Патриарх Тихон и Временный Священный Синод при нём одобрили кандидатуру священника церкви села Вельдеманово Аполлона Казанского на должность епископа Сергаченского с последующим постригом в монашество и возведении в сан архимандрита.
Викариатство не было титулярным: известно, что епископ Петр (Савельев) проживал в Сергаче. После 1937 года пресеклось.

## Епископы
- 17 апреля — июнь 1922 — Александр (Казанский)  уклонился в обновленчнство
- 8 июля 1924 — март 1925 — Амвросий (Казанский)
- 6 апреля 1927 — 10 ноября 1932 — Петр (Савельев)
- 17 апреля 1933 — 11 декабря 1933 — Павел (Чистяков)
- 11 декабря 1933 — 5 декабря 1934 — Владимир (Юденич)
- 5 декабря 1934 — 30 сентября 1935 — Ираклий (Попов)
- 30 сентября — 13 декабря 1935 — Андрей (Солнцев)
- 23 сентября 1936 — 5 июля 1937 — Фотий (Пурлевский)